# Millcayac
Millcayac är ett utdött språk i Argentina. Det gör till huarpespråk och dess enda släktspråk är huarpe som är också utdött. En spansk missionör Luis de Valdivia skrev en grammatik om språket i början av 1600-talet.